# Gustav Gaul
Gustav Gaul (* 6. Februar 1836 in Wien; † 7. September 1888 in Vorderbrühl, heute Teil der Stadt Mödling) war ein österreichischer Porträt- und Historienmaler.

## Leben

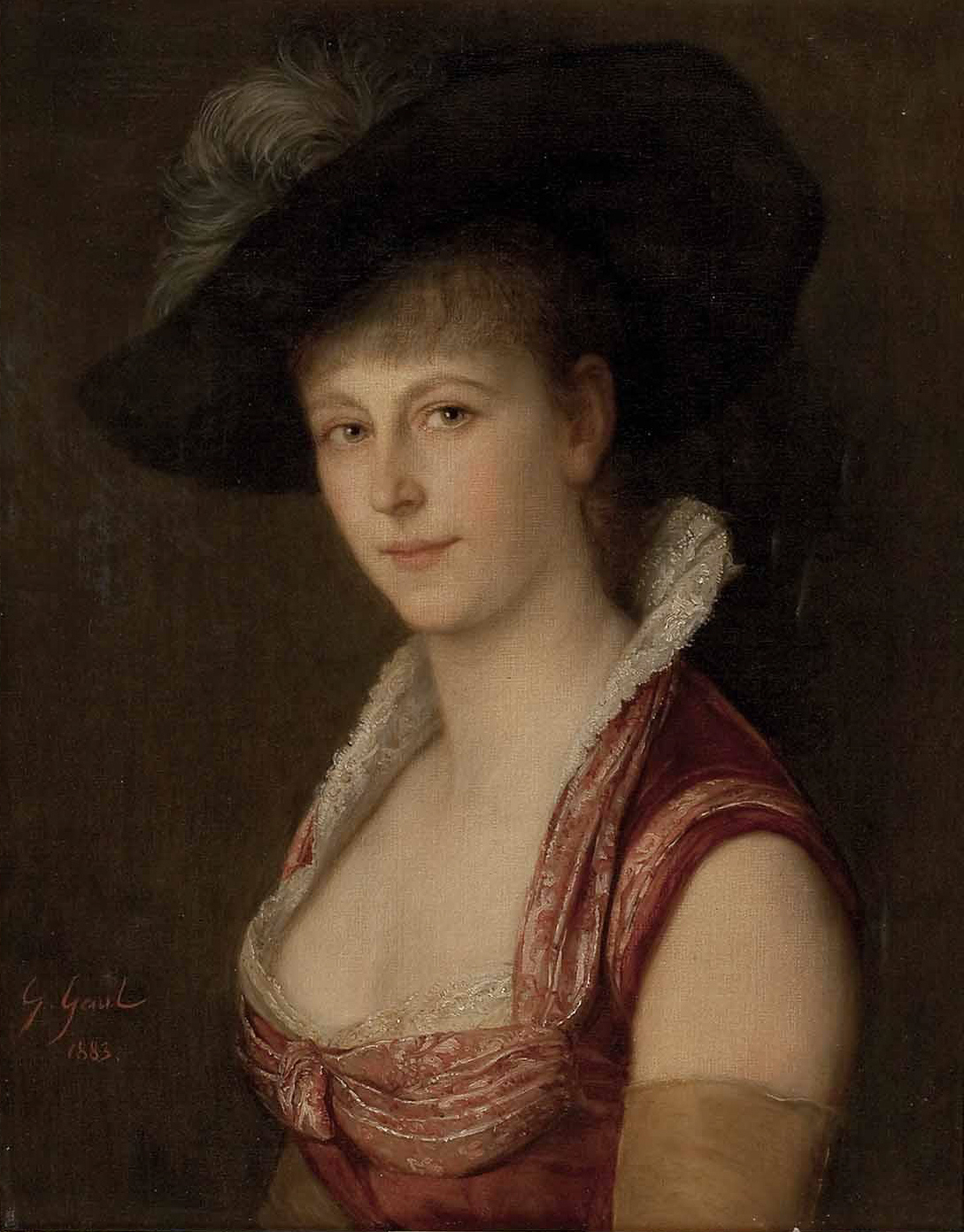
Gustav Gaul: Portrait der Primaballerina Bertha Linda (der Ehefrau des Malers Hans Makart), 1883

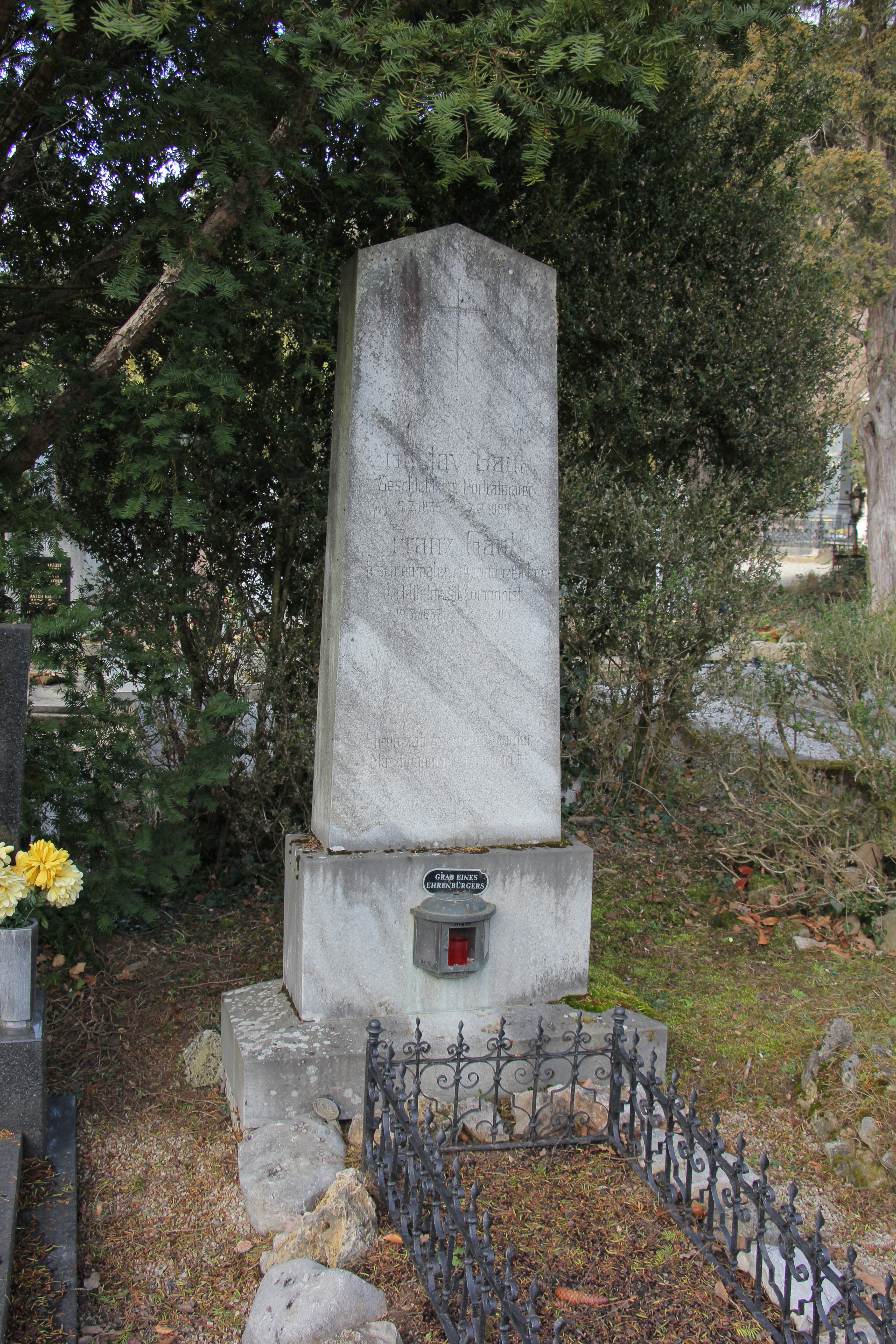
Grab am Friedhof Hinterbrühl

Gustav Gaul war der ältere Sohn des Malers Franz Gaul; sein jüngerer Bruder war der spätere Maler Franz Xaver Gaul. Seinen ersten Unterricht bekam Gaul durch seinen Vater; gefördert von diesem wurde Gaul Schüler an der Kunstakademie seiner Heimatstadt. Seine Lehrer waren dort u. a. Robert Theer (Aquarellmalerei) und Carl Rahl (Historienmalerei).
Nach fünf Jahren verließ Gaul die Kunstakademie, unternahm eine Studienreise nach Oberitalien und verbrachte später mehrere Wochen in Dresden, um die Venezianer zu studieren. 1855 wurde Gaul eingeladen, auf der Weltausstellung in Paris einige seiner Bilder (einige Studien nach Rembrandt van Rijn und Peter Paul Rubens) zu präsentieren.
Es folgten einige Studienreisen durch Frankreich und die Niederlande, von denen er viele Landschaftsskizzen mitbrachte, die sich dann und wann in seinen Historienbildern wiederfanden.
Eine seiner größten Auftragsarbeiten war die Ausschmückung eines Saales im Palais Todesco in Wien. Im Auftrag des Bankiers Eduard von Todesco gestaltete Gaul ein Deckengemälde in Tempera mit dem Zug des Bacchus und Szenen aus dem Mythos von Amor, Psyche und Venus.
Im Alter von 52 Jahren starb Gustav Gaul am 7. September 1888 in Vorderbrühl oder in der Hinterbrühl, wo sich auch sein Grab befindet, in dem später auch sein Bruder bestattet wurde und das erst später in ein Ehrengrab umgewandelt wurde.

## Rezeption
Gaul brauchte lange, um seinen eigenen Stil zu finden; lange Zeit stand er etwas im Schatten seines Lehrers Carl Rahl. In seinen Genrestücken findet sich die Hinwendung zu französischen Vorbildern, die er aber gerade in den Farben weiter entwickelte. In seinen Porträts finden sich viele wichtige Persönlichkeiten vom Wiener Burgtheater.
Im Jahr 1957 wurde in Wien-Liesing (23. Bezirk) die Gaulgasse nach ihm benannt.

## Werke (Auswahl)
- Heinrich Anschütz. Porträt
- Josef Hyrtl. Porträt
- Joseph Lewinsky. Porträt
- Sophie Schröder. Porträt
- Adolf von Sonnenthal. Porträt
- Louis Spohr. Porträt
- Charlotte Wolter. Porträt